# Žádlovice (zámek)
Zámek Žádlovice je barokní zámek z doby kolem roku 1760, park založen kolem roku 1810. Nachází se v Žádlovicích, 3 km jižně od Mohelnice.

## Historie
Původně tvrz, která vznikla po r. 1565 přestavbou jednoho z domů ve vsi. V držení Žádlovic se od poloviny 16. století vystřídala řada šlechtických rodů jako Podstatští z Prusinovic, Drahanovští z Pěnčína nebo Pavlovští z Pavlovic. Tvrz byla za třicetileté války (tehdy v majetku Jana Felixe Podstatského z Prusinovic) pobořena a v r. 1643 se uvádí jako pustá. Dalším majitelem byl od r. 1679 Albrecht Bukůvka z Bukůvky, který koupil spojený statek Žádlovice a Líšnice. Albrecht pak vystavěl v Žádlovicích v letech 1679–1705 na místě někdejší tvrze barokní zámek. Od Bukůvků koupil statek v r. 1764 hrabě Jan Křtitel Mitrovský, který dal v r. 1772 zámek přestavět v pozdně barokním stylu. V této podobě se udržel v podstatě do dnešní doby.
Hrabě Mitrovský také založil při zámku rozsáhlou botanickou zahradu a zámeckou knihovnu obohatil sbírkou přírodovědné literatury. Zámecká zahrada byla postupně kolem r. 1800 přeměněna v botanicky a esteticky velmi pozoruhodný přírodně krajinářský park, který patří k nejcennějším na severní Moravě.
V roce 1891 zámek koupil Viktor Dubský z Třebomyslic. V roce 1945 byl na základě Benešových dekretů konfiskován Adolfu Dubskému a zámek se tak stal majetkem státu. Až do roku 2012 zde sídlilo Střední zemědělské učiliště Loštice. Aktuálně je zámek majetkem Olomouckého kraje a právo hospododařit s ním má Střední škola technická Mohelnice.